# Kriget har inget kvinnligt ansikte
Kriget har inget kvinnligt ansikte : en utopis röster är en dokumentärbok av den belarusiska, ryskspråkiga författaren Svetlana Aleksijevitj som gavs ut i svensk översättning av Kajsa Öberg Lindsten 2012.
Boken handlar om de tusentals kvinnor som stred i Röda armén. Den ingår i författarens bokserie Utopins röster - Historien om den röda människan.